# Santuario di Nostra Signora della Guardia (Castiglione Chiavarese)
Il santuario di Nostra Signora della Guardia è un luogo di culto cattolico situato nella frazione di Velva, in via al Santuario di Nostra Signora della Guardia, nel comune di Castiglione Chiavarese nella città metropolitana di Genova.
L'edificio è situato al confine con il comune di Maissana, sulla linea di valico della strada provinciale 523 del Colle di Centocroci collegante la valle genovese del torrente Petronio con la media val di Vara in provincia della Spezia.

## Storia

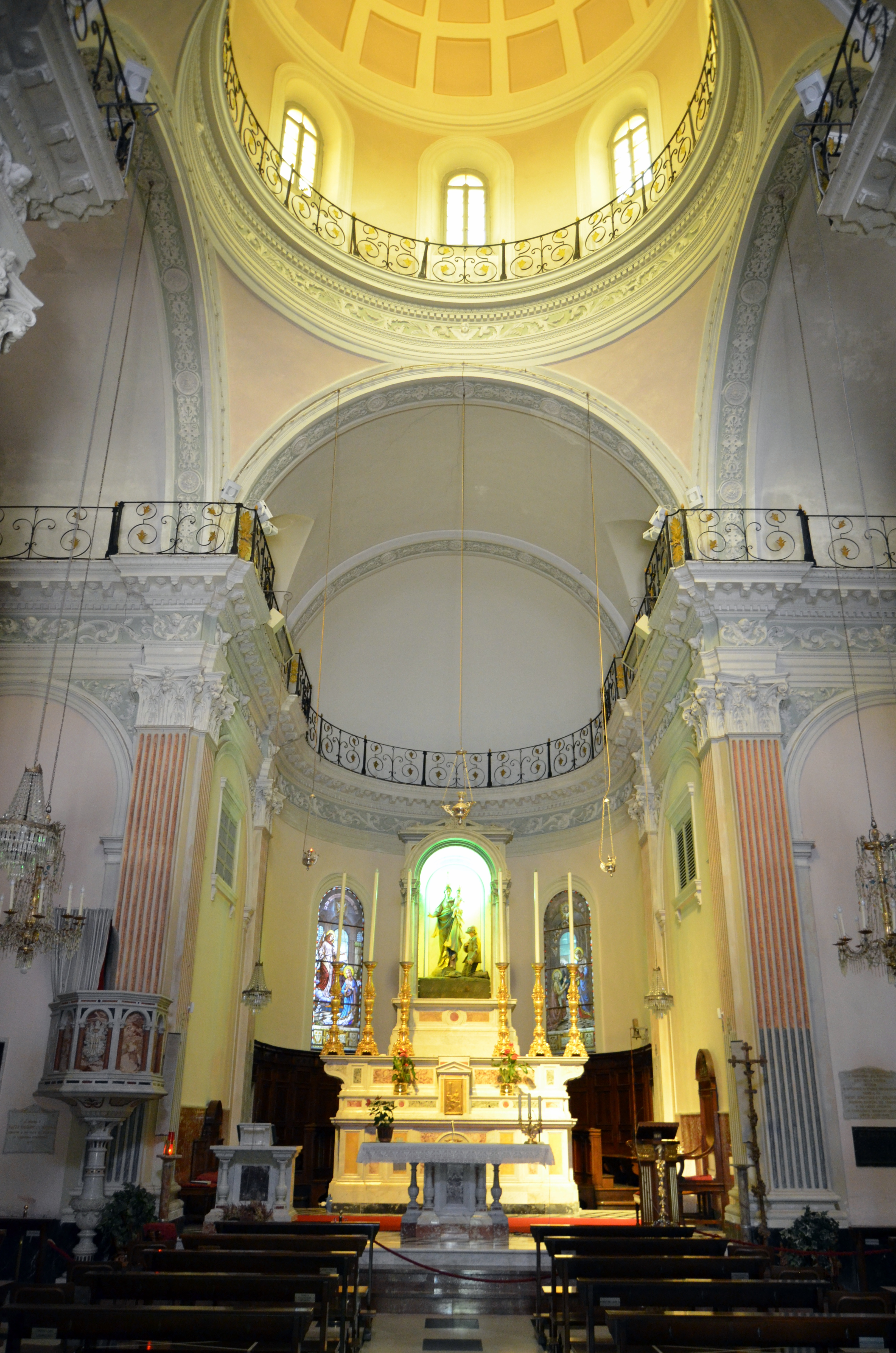
L'interno del santuario

L'edificazione di una cappella fu voluta dalla popolazione della frazione di Velva e ne manifestò l'intenzione al rettore della parrocchia di San Torpete di Genova monsignor Luigi Persoglio che nel periodo estivo soggiornava a Velva. Quest'ultimo suggerì l'idea della realizzazione di un santuario.
I lavori per l'edificazione del nuovo edificio di culto a Velva furono affidati all'architetto Maurizio Dufour nel corso del XIX secolo, già autore di diverse opere architettoniche a Genova e in Liguria. Durante l'edificazione fu eseguito un primo gruppo ligneo della Madonna della Guardia dello scultore Antonio Canepa nel 1892.

## Descrizione

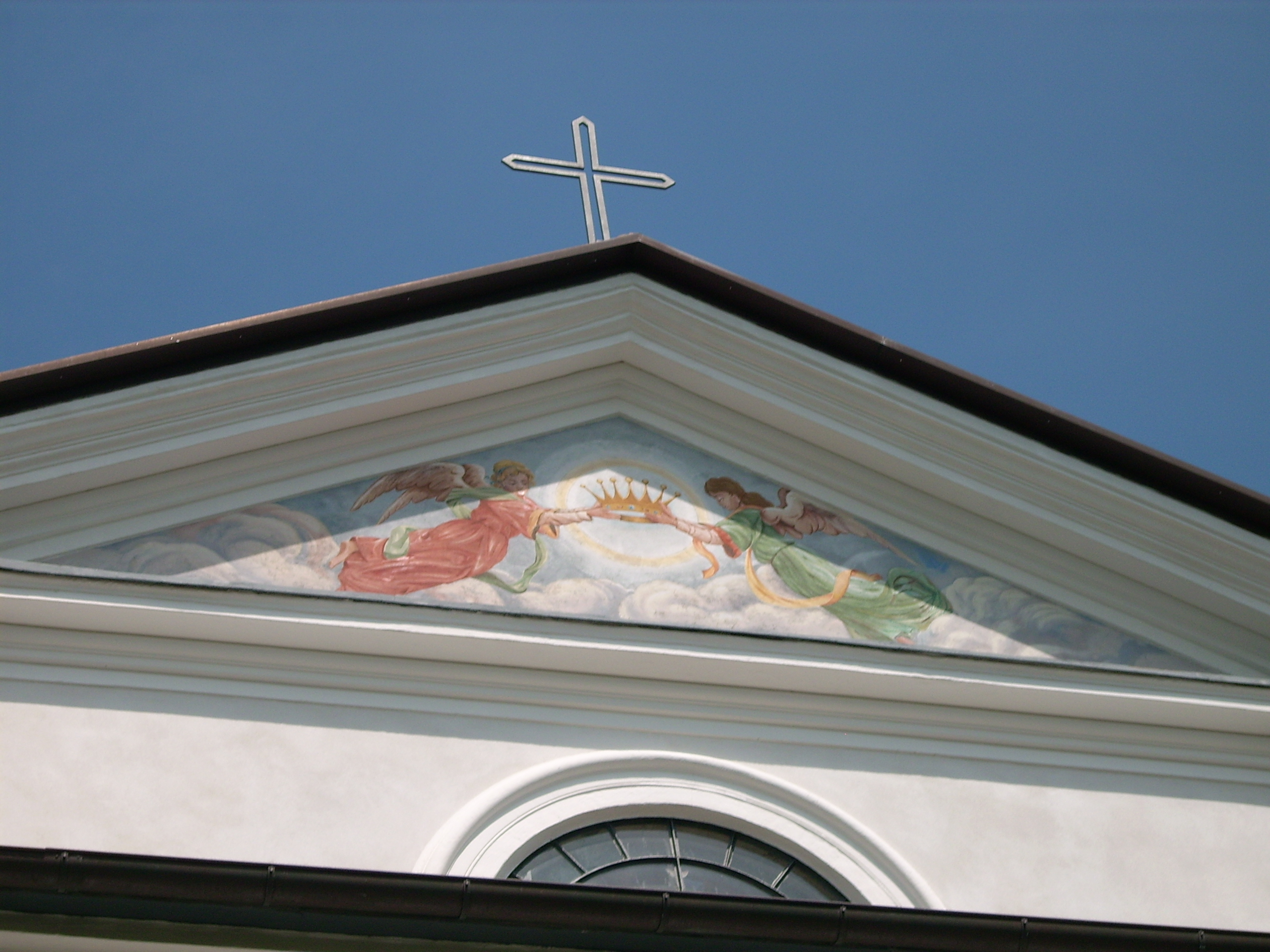
Particolare del timpano della facciata

Tale opera venne conservata, prima del suo posizionamento definitivo all'interno del santuario di Velva, nella basilica di Santa Maria delle Vigne e in seguito in quella di San Torpete, entrambe nel capoluogo ligure. La statua raccolse ampia devozione tra la popolazione genovese, numerose furono infatti le offerte in denaro, tanto che - come testimoniano alcuni racconti locali - l'effigie mariana fu trasferita il 25 agosto del 1894 a Velva quasi di nascosto. Lo stesso scultore fu poco tempo dopo incaricato di scolpire un'identica scultura tuttora ubicata presso l'omonimo santuario sul monte Figogna a Ceranesi.
All'interno è inoltre conservato un crocefisso in legno dello stesso scultore e sull'altare laterale, intitolato a san Giuseppe, è presente un'immagine del santo della pittrice Teresa Icardi del 1894. Ogni anno, il 29 agosto, si svolge la festività in ricordo dell'apparizione avvenuta sul monte Figogna con grande partecipazione.
Sul campanile è alloggiato un concerto di quattro campane, realizzato nel 1907 dalla fonderia Francesco Picasso di Recco, intonato sulle prime quattro note della scala musicale di Fa3. Le due campane maggiori presentano fori di proiettili, provocati durante l'ultimo conflitto mondiale.
Nel santuario si trova l'organo a canne opus 365, costruito nel 1925 dalla ditta Mascioni di Cuvio e ampliato nel 1973 dalla ditta Marin di Genova, con due manuali e diversi registri. A trasmissione elettro-pneumatica, ha due tastiere di 61 note ed una pedaliera di 32.
Nel 2021 il pittore Roberto Altmann ha realizzato un dipinto murale di 180 m² nell'abside con raffigurante l'apparizione della Madonna ai contadini intenti nelle loro occupazioni dei campi, vengono raffigurati in sospensione, i loro gesti fermi nel tempo.
Il bagliore ne illumina i volti, anche le figure più distanti, tutti ne ricevono la "luce".

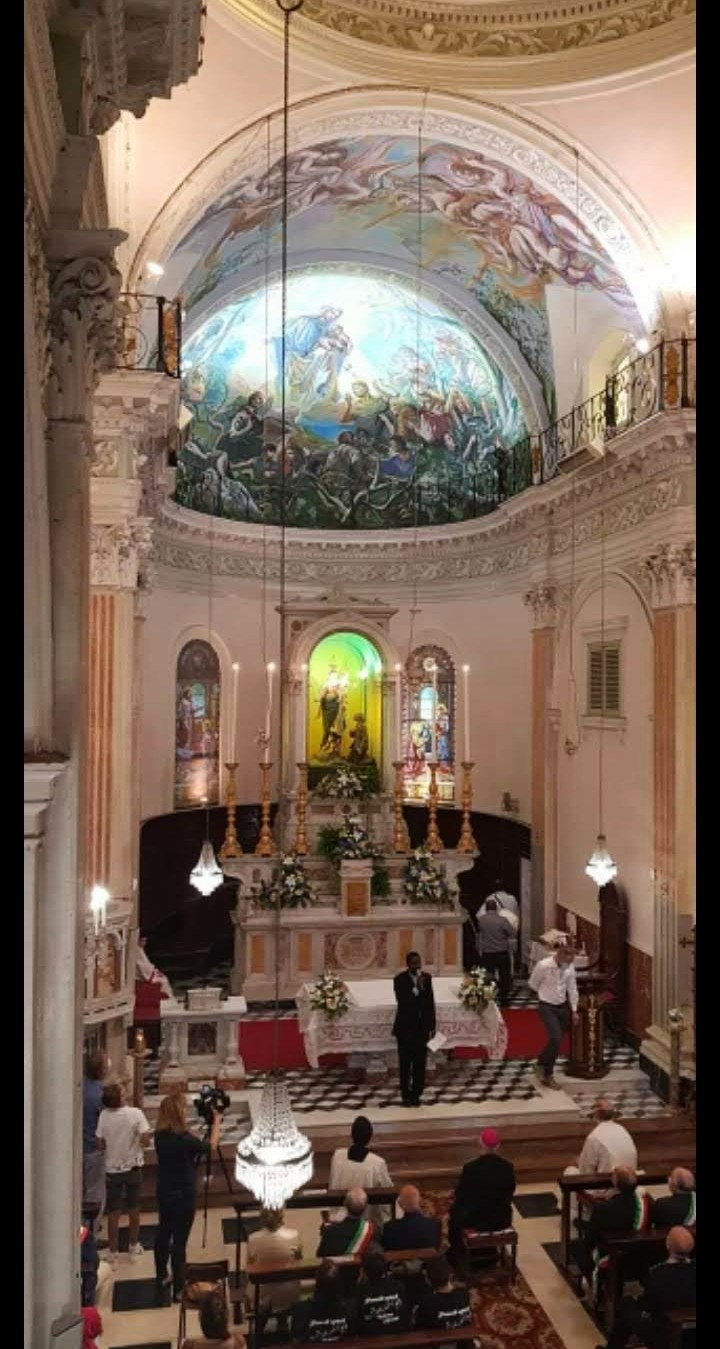
Particolare del dipinto murale nel catino absidale ad opera di Roberto Altmann

Nel catino antecedente l'abside una schiera angelica introduce la scena. Scorci  prospettici e gesti richiamano a maestri del passato. Il punto di vista è studiato per essere posto all'ingresso della chiesa per correggere le anamorfosi, deformazioni prospettiche dovute alla curvatura della parete.

## Poesia
Il santuario ha ispirato i versi della poetessa genovese Grazia Raffa (1931-2018) che nel 1999 hanno portato alla pubblicazione del libro Santuario N.S. della Guardia in Velva Nella cornice poetica di Grazia Raffa un secolo di storia e devozione mariana.